# 이치기촌 (미에현)
이치기촌(市木村)은 일본 미에현 미나미무로군에 설치되었던 촌이다. 현재의 미하마정의 일부에 해당한다.